# Strakonice (hrad)

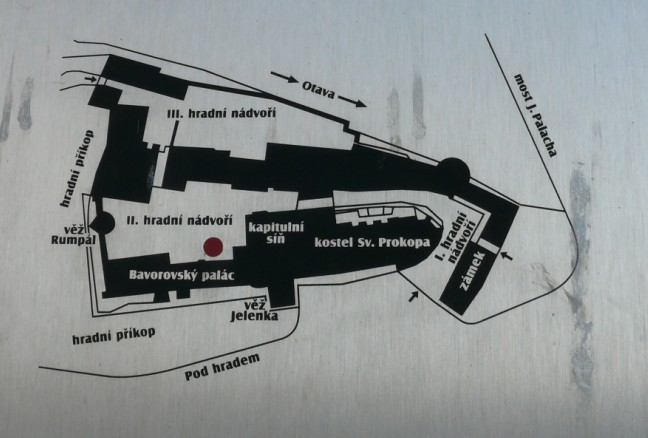
Plán hradu

Hrad Strakonice je gotický hrad a barokní zámek s původně románským kostelem svatého Prokopa ve městě Strakonice na soutoku zlatonosné řeky Otavy a Volyňky. Od roku 1963 je chráněn jako kulturní památka ČR.

## Historie
Hrad byl založen mezi léty 1220–1235 a v roce 1243 daroval Bavor I. († 1260), účastník křížové výpravy, a jeho manželka Bohuslava/Dobroslava (její jméno je neznámé) východní polovinu hradu řádu maltézských rytířů, který zde zřídil komendu. V první fázi stavby (1220-1235) vzniklo hlavní opevnění, včetně hlubokého příkopu na jižní a západní straně, západní část kostela s věží, budova ambitu a palác s kapitulní síní. V letech 1260–1280 za Bavora II. vznikl nový palác s věží a byly zaklenuty ambity. Počátkem 14. století přestavěl zvíkovský purkrabí Bavor III. západní opevnění a původně hranolovou věž na dnešní Rumpál (gotická věž s břitem).
Roku 1402 Johanité získali celý hrad, který byl od roku 1421 (po zničení pražského sídla řádu) sídlem velkopřevorů. Václav z Michalovic zde roku 1449 ustavil Jednotu strakonickou proti kališníkům Jiřího z Poděbrad, která však roku 1451 skončila porážkou a krátce nato Václav z Michalovic na strakonickém hradě zemřel. Za jeho nástupce Oldřicha z Rožmberka byl roku 1454 zveleben špitál s kostelem sv. Markéty, aby poskytl zázemí alespoň 10 osobám. 
Po roce 1500 vybudoval komtur řádu Jan III. z Rožmberka věž Jelenku a severní kamennou hradbu a přestavěl obytný palác. Stavební úpravy hradu byly ukončeny v letech 1714–1721 barokní zámeckou přístavbou.
Maltézský řád zde působil i po první pozemkové reformě, která po roce 1918 silně hospodářsky postihla velkostatek Strakonice záborem hradu, 3 dvorů, pivovaru a cihelny o celkové ploše 1983 hektarů. V letech 1921-1939 řád vedl marná jednání o uznání suverénního statutu v Československu. Přesto maltézští dokázali v letech 1932-1933 provést první restaurátorské práce christologického cyklu fresek v ambitu. Další stavební změny proběhly v letech 1939-1940, kdy byly zčásti zbourány budovy pivovaru v severním křídle a zřízeny nové byty pro členy NSDAP
Dalším majetkovou újmu představovaly Benešovy dekrety, realizované v roce 1946, a komunistické zásahy proti církevním představitelům počínaje akcí "K" z roku 1949. Komunisté soustředili represe na dva poslední aktivní členy kněžského konventu, Vladimíra Píchu (1913-1980) a roku 1954 uvězněnili posledního (tajně zvoleného)  převora, profesora zdejšího gymnázia a od roku 1939 strakonického děkana Antonína Voráčka (1889-1978), který se do Strakonic vrátil až po propuštění na amnestii roku 1960.

## Popis
Hrad kombinuje prvky několika architektonických slohů a má tři nádvoří. Hlavní vstup je barokní zámeckou budovou od jihovýchodu na první nádvoří, kde je i kostel. Druhé nádvoří obklopuje starý i renesanční palác, západní hradba s věží Rumpál a bývalé purkrabství. Na třetím nádvoří u řeky jsou hospodářské budovy a západní brána. Během své historie byl hrad dvakrát dobyt a zpustošen – poprvé roku 1620 stavovskými vojsky a podruhé Švédy za třicetileté války (údajně nikoliv vojensky, ale zradou).

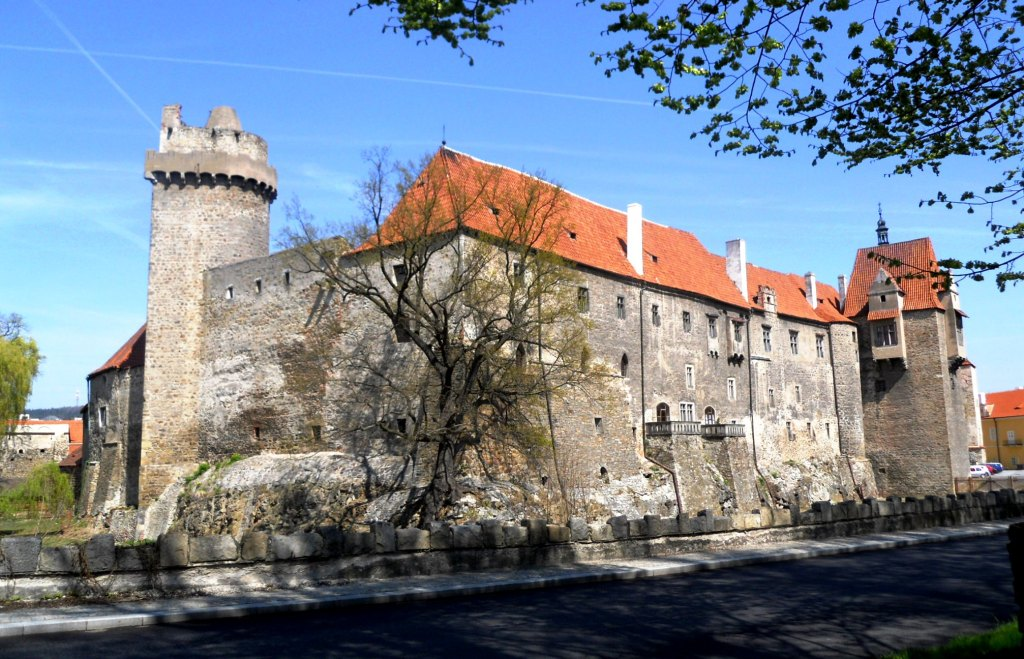
Hrad od JZ: vlevo Rumpál, vpravo Jelenka
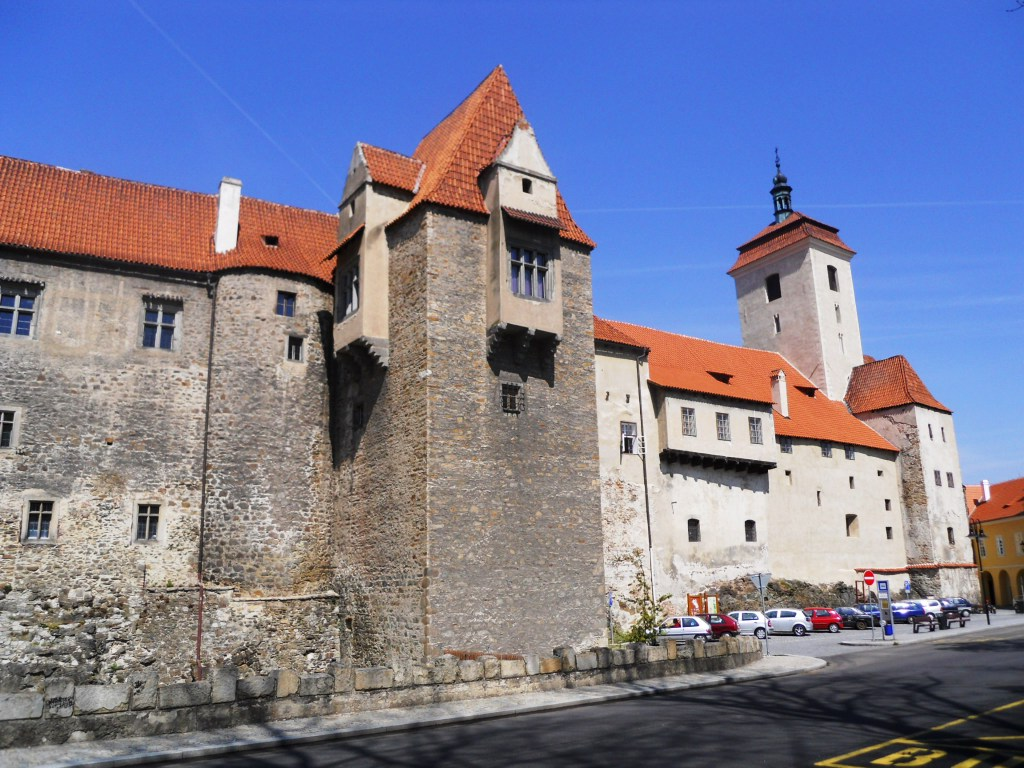
Hrad od jihu, Jelenka a kostel
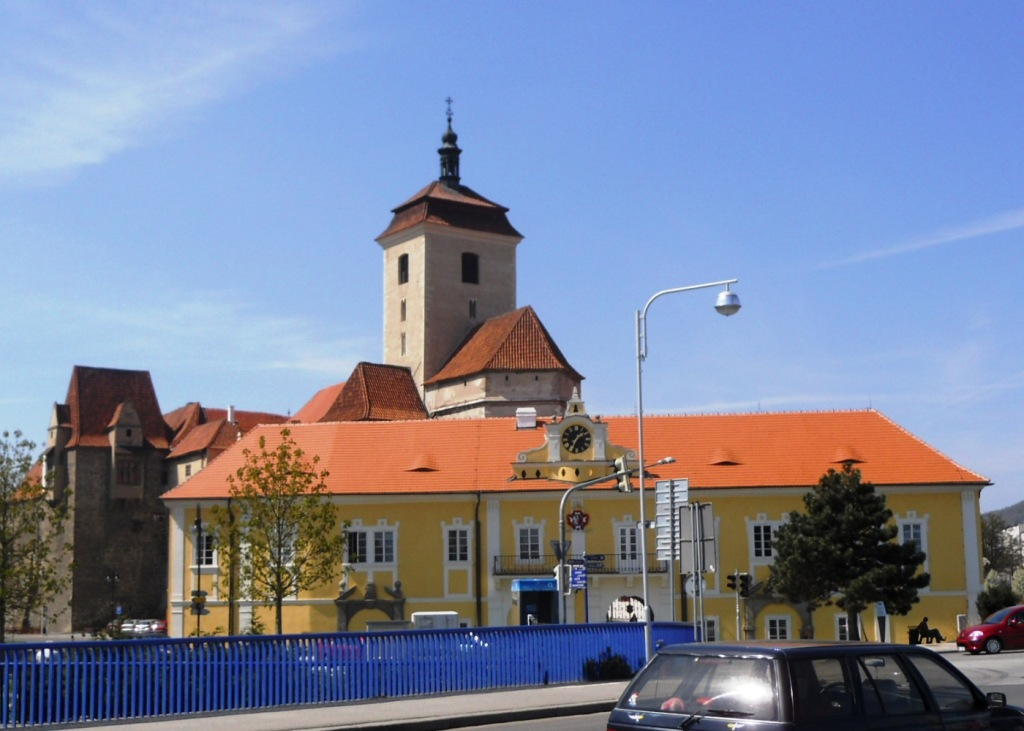
Zámecká budova a kostel od JV

### Palác s kvadraturou
Původně románský palác má v přízemí kapitulní síň s románským kruhovým oknem nad vchodem. Síň je sklenuta čtyřmi poli křížové klenby a vyzdobena freskami. Románským kamenným portálem se vstupuje do přiléhajícího ambitu s křížovými klenbami s cihelnými žebry, na stěnách se zachovaly velmi cenné fresky z let 1310-1340. Kamenným portálem na východní straně se vstupuje do kostela.

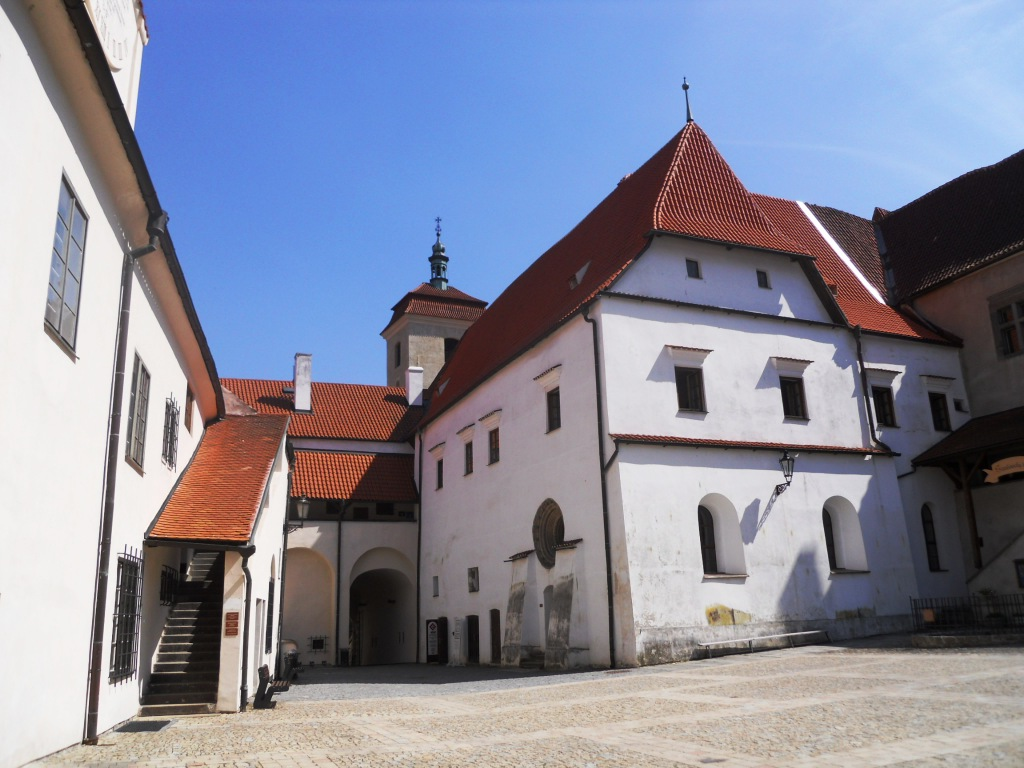
Starý palác s kapitulní síní
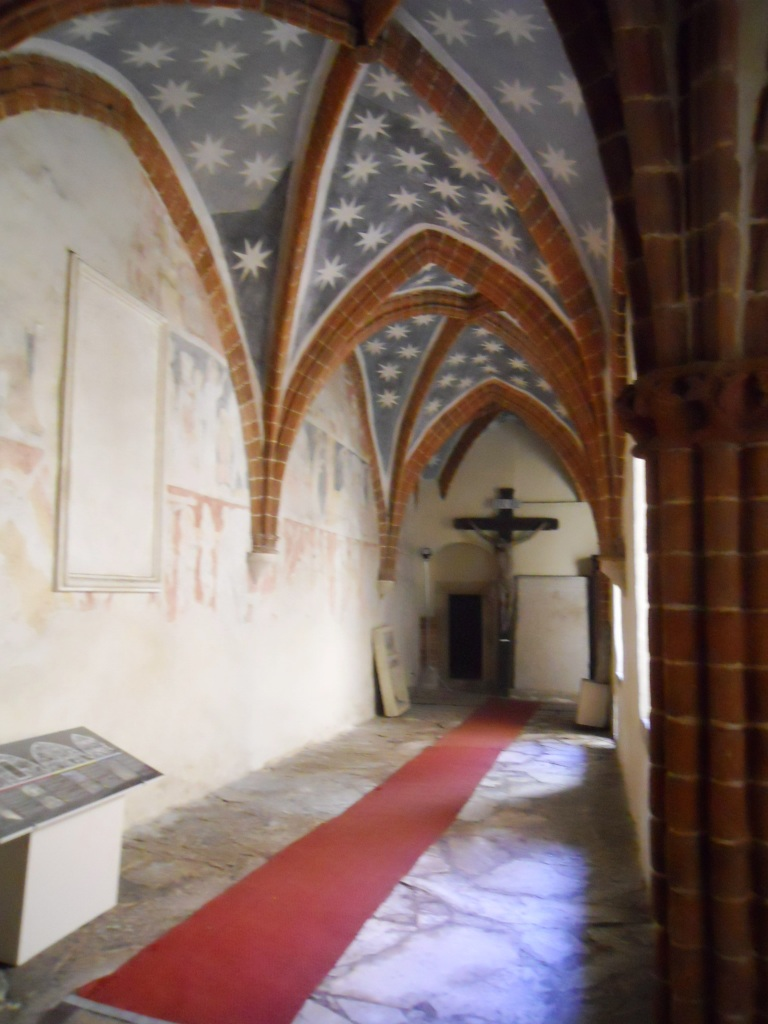
Ambit s freskami
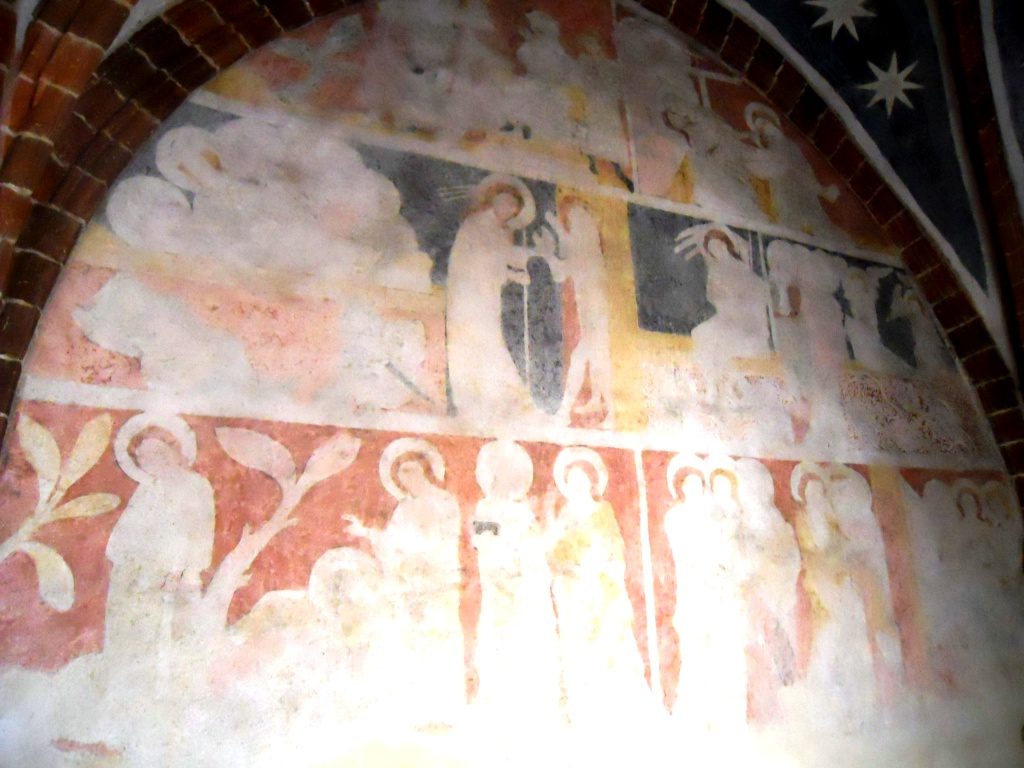
Fresky v ambitu

### Kostel svatého Prokopa
Dnešní hlavní loď s kruchtou a úzkou jižní lodí pochází patrně z let 1220-1235. Koncem 13. století byl připojen nový presbytář a velká hranolová věž. Také na kruchtu vede v prvním patře kamenný románský portál, celá západní stěna kruchty je vyzdobena freskami. Zařízení kostela je barokní, na severní stěně je dřevěná socha tzv. Madony ze Strakonic z let 1320-1330 (originál v Národní galerii v Praze) a oltář svaté Anny s pozdně gotickými řezbami. Nad vchodem do sakristie visí dřevěný krucifix (kolem 1370, originál v NG v Praze).
Nástěné malby v křížové chodbě pocházejí z první třetiny 14. století a jsou nejstarším cyklem nástěnných maleb, který se nachází severně od Alp.

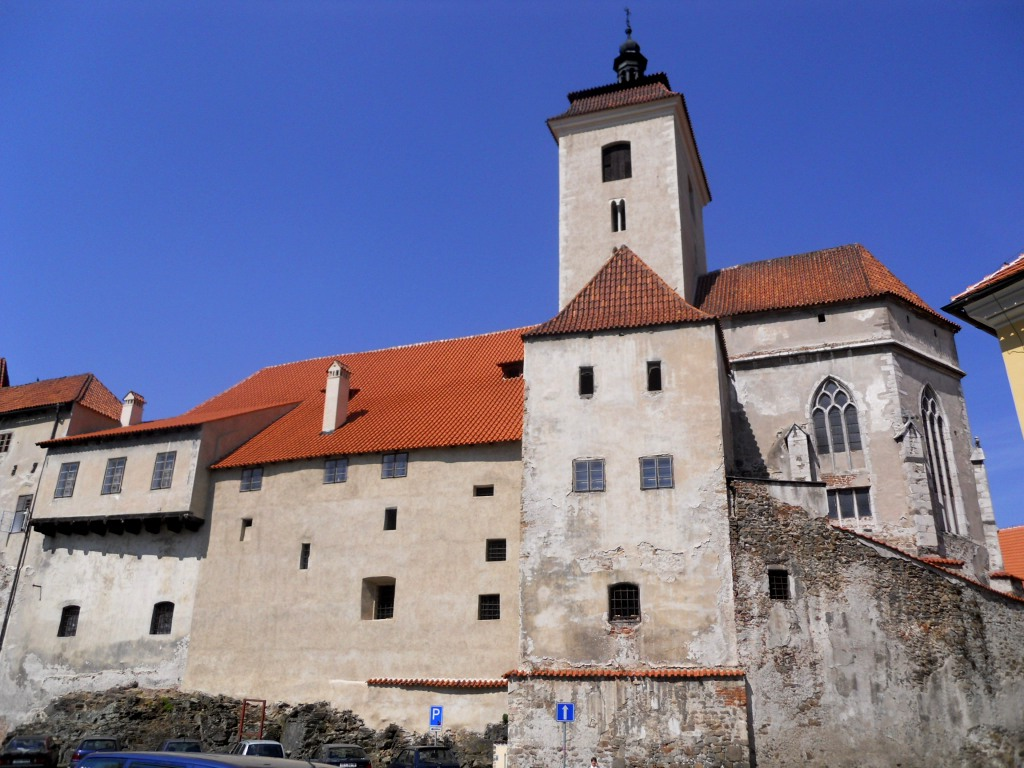
Kostel a západní část hradu od jihu
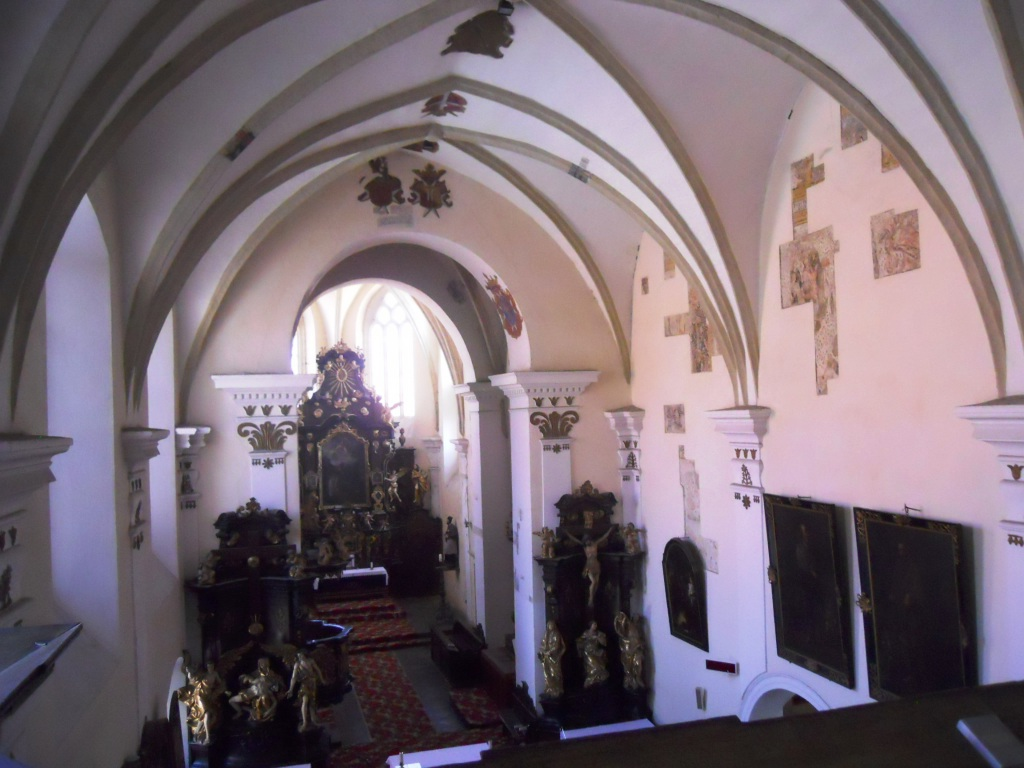
Kostel, vnitřek z kruchty
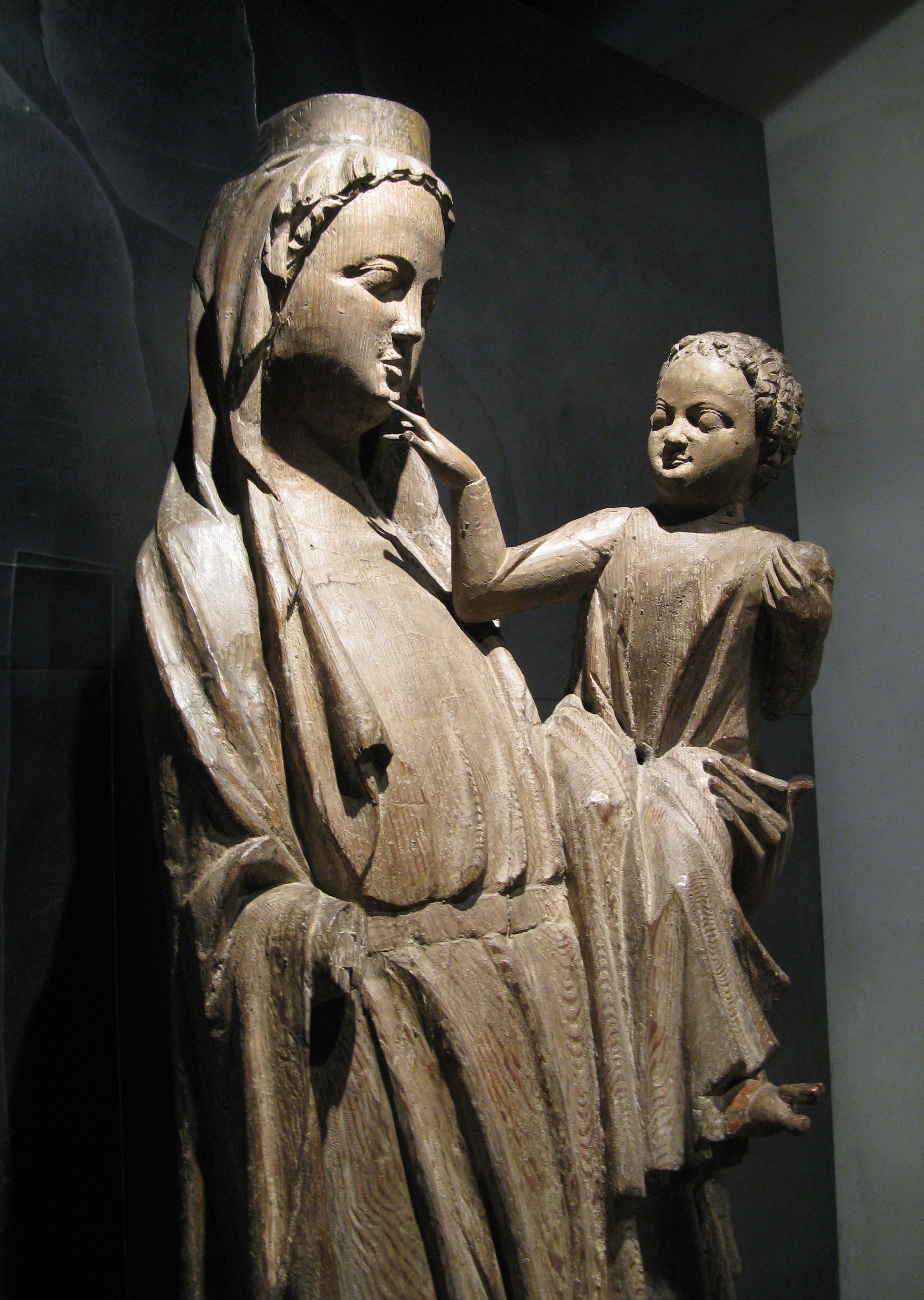
Strakonická madona (1310-1320)

### Druhé nádvoří
Jižní stranu druhého nádvoří tvoří obytný palác komturů z 15.-16. století, západní hradba s věží Rumpál a v severozápadním rohu románská budova bývalého purkrabství s hrázděným štítem.

## Současné využití
Dnes v areálu sídlí Muzeum středního Pootaví, které v hradu získalo od římskokatolické církve její prostory v roce 2022 a vybudovalo v nich expozici věnovanou Maltézskému řádu, který zde měl jedno ze svých sídel. Společně s touto expozicí se znovuotevřely i zrekonstruované expozice muzea. Kromě muzea se v hradním komplexu nachází též Šmidingerova knihovna a v zámku pak Základní umělecká škola Strakonice. V roce 2024 se nově otevřela též knihodělna spadající pod Šmidingerovu knihovnu.
V roeu 1995 byl areál strakonického hradu prohlášen za národní kulturní památku.